# Sinophorus desertus
Sinophorus desertus là một loài tò vò trong họ Ichneumonidae.